# 佩皮基奧 (夏威夷州)
佩皮基奧（英語：Pepeekeo）是位於美國夏威夷州夏威夷縣的一個人口普查指定地區。

## 地理
佩皮基奧的座標為19°50′12″N 155°06′19″W / 19.83667°N 155.10528°W，而該地最高點為海拔高度172米（即564英尺）。

## 人口
根據2010年美國人口普查的數據，佩皮基奧的面積為3.10平方千米，均為陸地。當地共有人口1789人，而人口密度為每平方千米577人。